# 바유-바타
바유-바타 또는 바타-바유( IPA : ʋɑːyu-ʋɑːt̪ə)는 바람(바유)과 대기(바타)의 이중 성질을 지닌 조로아스터교 신의 아베스타어 이름이다. 이 이름들은 서로 독립적으로 사용되기도 하는데, '바유'가 '바타'보다 더 자주 등장하지만, 독립적으로 사용될 때에도 여전히 다른 측면을 나타낸다.
그 실체는 천사적이거나 악마적인 존재이며, 상황에 따라 조로아스터교 전통에서 숭배 대상으로 여겨지는 야자타 또는 악마인 다에바 중 하나로 묘사된다. 조로아스터교 경전은 긍정적인 맥락에서 바유-바타를 묘사할 때 종종 "선"이라는 수식어를 부여한다.
현재는 없어진 조로아스터교 종파인 주르반교에서 바유-바타는 주르반의 네 가지 측면 중 두 가지 측면을 나타낸다. 다른 두 개의 측면은 "시간"을 나타내는 반면 바유-바타는 "공간"을 나타낸다.
바유-바타는 인도이란어 어원을 가지고 있으며, 역사적인 베다 종교에서도 같은 이름을 가지고 있다.

## 산스크리트어와 힌두교
바타와 바유는 모두 산스크리트어나 베다 전통에서 거의 동일한 의미를 갖는다. 비록 바타를 대표하는 신은 없지만, 공기를 대표하는 신 바유가 있다. 바타라는 단어는 오늘날에도 많은 인도 언어에서 대기를 나타내기 위해 사용된다. 대기권은 힌디어와 마라티어로 바타바란이라고 불리는데, 그것은 공기를 의미하는 바타, 층을 의미하는 아바란이라는 두 단어로 구성되어 있다.

## 참고 문헌
- Dhalla, M. N. (1938), 《History of Zoroastrianism》, Oxford: OUP, 160, 219–221, 274–275쪽